# Erik Reitz
Erik Reitz (Erich), född omkring 1660, död 1696 i Stockholm, var en svensk kopparstickare och koppartryckare.
Reitz var verksam som gravör i Uppsala under 1680-talets slut och från 1690 lärjunge till Willem Swidde i Stockholm. Han var från 1693 medhjälpare till Swidde och utförde arbeten för bokverket Suecia antiqua et hodierna. Han köpte 1693 en privat tryckpress för att kunna provtrycka sina arbeten. Han var verksam med Suecia-verket fram till sin död och utförde sammanlagt 26 utsikter och monument samt enklare planscher. Bland hans bilder märks Visby slott, Varnhems klosterkyrka och Katarina Jagellonicas gravkor i Uppsala domkyrka. Han fullbordade dessutom Herman Padtbrugges ofullbordade arbeten för Suecia-verke samt 16 initialer till den ej publicerade texten på fyra olika språk. Delar av hans originalplåtar ingår i Nationalmuseum samling och vid Uppsala universitetsbibliotek.

## Bilder av Erik Reitz i Suecia antiqua et hodierna

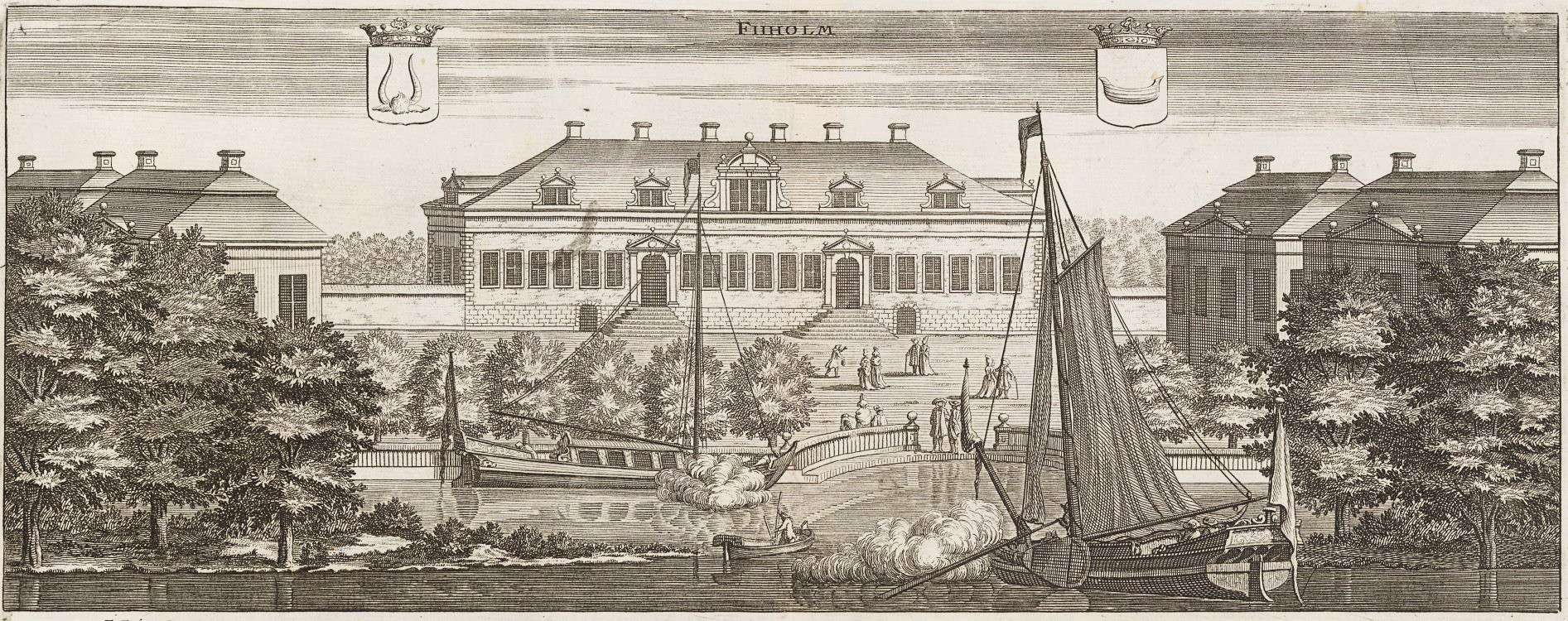
Fiholm, Eskilstuna kommun, Södermanland
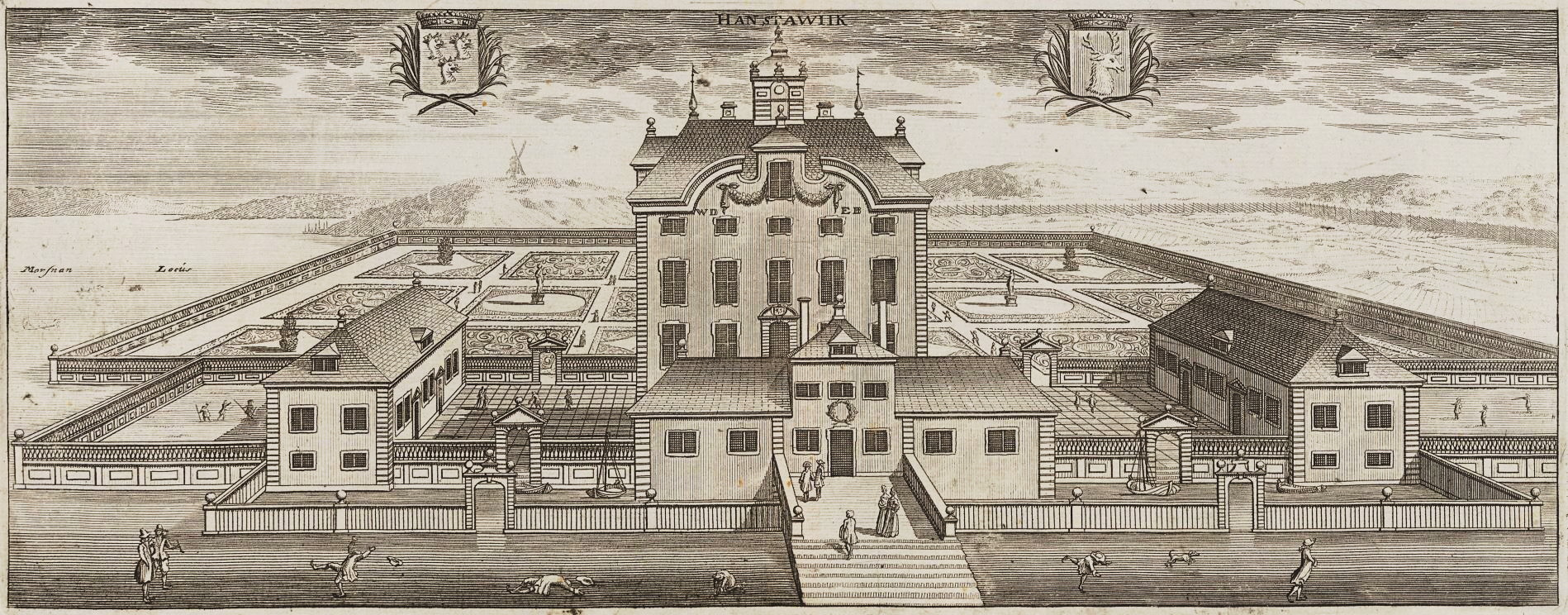
Hanstavik, nu i Nykvarns kommun i södra Stockholms län
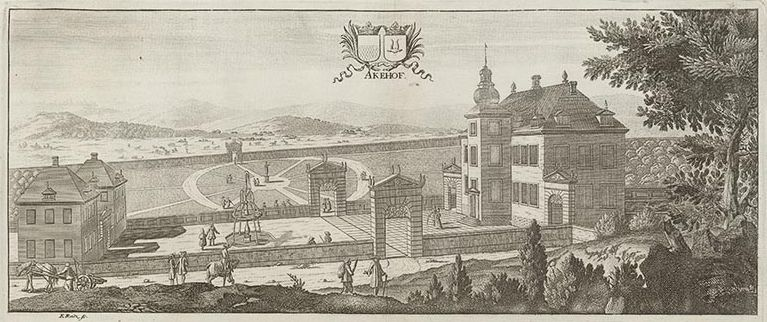
Åkeshovs slott, Stockholms kommun